# Ippa apracta
Ippa apracta är en fjärilsart som beskrevs av Edward Meyrick 1908. Ippa apracta ingår i släktet Ippa och familjen äkta malar. Inga underarter finns listade i Catalogue of Life.